# Нью-Діл (Техас)
Нью-Діл (англ. New Deal) — місто (англ. town) в США, в окрузі Лаббок штату Техас. Населення — 730 осіб (2020).

## Географія
Нью-Діл розташований за координатами 33°43′37″ пн. ш. 101°50′25″ зх. д. / 33.72694° пн. ш. 101.84028° зх. д. (33.727059, -101.840318).  За даними Бюро перепису населення США в 2010 році місто мало площу 2,87 км², з яких 2,84 км² — суходіл та 0,04 км² — водойми. В 2017 році площа становила 5,82 км², з яких 5,77 км² — суходіл та 0,05 км² — водойми.

## Демографія
Згідно з переписом 2010 року, у місті мешкали 794 особи в 274 домогосподарствах у складі 207 родин. Густота населення становила 276 осіб/км².  Було 312 помешкання (109/км²).
Расовий склад населення:
| - 83,4 % — білих - 0,9 % — чорних або афроамериканців - 0,6 % — корінних американців - 12,3 % — осіб інших рас |

До двох чи більше рас належало 2,8 %. Частка іспаномовних становила 36,8 % від усіх жителів.
За віковим діапазоном населення розподілялося таким чином: 31,1 % — особи молодші 18 років, 56,3 % — особи у віці 18—64 років, 12,6 % — особи у віці 65 років та старші. Медіана віку мешканця становила 35,5 року. На 100 осіб жіночої статі у місті припадало 88,2 чоловіків;  на 100 жінок у віці від 18 років та старших — 92,6 чоловіків також старших 18 років.
Середній дохід на одне домашнє господарство  становив 58 295 доларів США (медіана — 42 005), а середній дохід на одну сім'ю — 60 284 долари (медіана — 41 786). За межею бідності перебувало 17,1 % осіб, у тому числі 24,4 % дітей у віці до 18 років та 23,4 % осіб у віці 65 років та старших.
Цивільне працевлаштоване населення становило 351 особа. Основні галузі зайнятості: роздрібна торгівля — 19,7 %, освіта, охорона здоров'я та соціальна допомога — 18,2 %, транспорт — 13,1 %, виробництво — 11,7 %.